# Brun lemur
Den brune lemur (Eulemur fulvus) er en halvabe i familien af ægte lemurer. Den findes på øerne Madagaskar og Mayotte. Den brune lemur kan trods navnet variere i pelsfarve fra brun til gul og grålig. Ansigtet er dog altid mørkt og ofte med lyse pletter over øjnene. Kroppen måler 38-50 cm og den tykke, buskede hale er 46-60 cm lang. Halen holdes i en bue hen over ryggen, når den er på vandring. Den brune lemur færdes i skiftende grupper, der dels bevæger sig i træerne og dels på jorden i tropisk regnskov, hvor de lever af frugter, blade og harpiks. Flokkens medlemmer smører sig ind i urin, for at markere hvor de færdes.